# Catalina Fernández de Córdoba-Figueroa y Enríquez de Ribera
Catalina Fernández de Córdoba-Figueroa y Enríquez de Ribera (Lucena, 4 de novembre de 1589-Saragossa, 11 d'agost de 1646) va ser una aristòcrata castellana del llinatge dels Fernández de Córdoba, que va esdevenir la segona muller del duc de Sogorb i de Cardona Enric d'Aragó.
Nascuda a Lucena el 4 de novembre de 1589, filla de Pedro Fernández de Córdoba i de Juana Enríquez de Ribera, marquesos de Priego. Va ser batejada a l'església de Santiago de Montilla l'11 de novembre. Va casar-se el 12 de febrer de 1606 a Montilla amb Enric d'Aragó, llavors marquès de Comares i comte d'Empúries, esdevingut duc de Cardona el 1608.
El matrimoni va residir als dominis senyorials de Lucena i Sogorb i va tenir set fills. A partir de 1618 va romandre a temporades a Catalunya, fent l'entrada solemne a Barcelona el 1624, i de fet el 1626 va tenir a Mataró el seu darrer fills, Pasqual. Durant aquests anys, Catalina va mantenir altercats amb altres dames de l'aristocràcia, com la comtessa de Santa Coloma.
Entre 1629 i 1630, va residir amb els seus fills a Castelló d'Empúries. Malgrat estar malalta l'estiu de 1630 mentre es trobava a Cardona, el mes de desembre va entrar amb el seu marit a Barcelona quan va ser nomenat lloctinent de Catalunya. Després de la mort del seu marit el 1640, durant els mesos que van precedir la invasió de Catalunya per les tropes de Felip IV de Castella, durant la Guerra dels Segadors, va fer de mitjancera entre el monarca i la Generalitat de Catalunya sense èxit, aprofitant la seva posició com a vídua de lloctinent. Tanmateix, es va enfrontar violentament a la Generalitat i aquesta va respondre expulsant-la del país i confiscant tots els seus béns, que van ser donats a Philippe de La Mothe.
Morta l'11 d'agost de 1646, les seves restes van ser dipositades inicialment al convent de carmelites descalces de Saragossa, i el 1661 va ser sebollida al Reial Monestir de Poblet.

## Descendència
Del seu matrimoni amb Enric d'Aragó van néixer:
- Juana (1607-ca. 1610)
- Luis Ramón (1608-1670)
- Ana Francisca (1609-?)
- Catalina (1610-1647)
- Pedro Antonio (1611-1690)
- Antonio (1616-1650)
- Vicente Agustín (1620-1676)
- Pascual (1626-1677)
- Francisca (1610-ca. 1615)